# Saber Marionette J
Saber Marionette J (セイバーマリオネットJ "Seibā Marionetto Jei"?), conocida como Chica Marioneta J en Hispanoamérica, es la primera serie de la saga Saber Marionette J y la segunda de la franquicia Saber Marionette, consta de 25 capítulos que fueron emitidos en Japón por TV Tokyo desde el 1 de octubre de 1996 hasta el 25 de marzo de 1997. La historia fue creada por Satoru Akahori y el diseño de personajes corrió a manos de Tsukasa Kotobuki.
La serie fue adquirida y transmitida por Locomotion para América Latina con doblaje hecho en México desde abril del año 2000 hasta su cierre.

## Argumento
En el futuro distante durante el siglo XXII de la Tierra, debido a los problemas de sobrepoblación del planeta, la Humanidad empezó un proyecto para combatir el problema, el cual consistía en colonizar otros planetas. 
Una de las naves, la Mesopotamia, estaba diseñada con un sistema que le permitía tener una razón y conciencia casi humana para poder navegar por el espacio, una situación con ventajas y desventajas desde el punto en que se lo mire. Este sistema fue desarrollado por Lorelei, una joven genio, que además de ser inteligente, dulce y amable, es muy hermosa, tanto que enamoró a Fausto y Ieyasu, quienes eran tripulantes de la nave.
Puede abrir un agujero de gusano para trasladarse a lugares lejanos en el universo, al llegar cerca de un planeta donde se encontraron condiciones propicias para la vida, la nave empezó a comportarse de una manera extraña. Se dice que la nave sufrió un extraño accidente en el planeta y se destruyó, pero en realidad la nave, después del accidente, sigue orbitando alrededor del planeta Terra 2, nombre que le dieron al planeta los sobrevivientes.
La nave en realidad al tener conciencia humana artificial, se enamoró de su creadora y comenzó a ver a la tripulación como una amenaza para su amante, por lo que se reveló y comenzó a matar a los tripulantes, salvo por unos pocos que lograron escapar en una nave acoplada, para el acercamiento orbital y aterrizaje, que la utilizaron como nave de escape.
Tras el aterrizaje forzoso en el planeta, solo seis hombres fueron los únicos que consiguieron sobrevivir a la masacre, entre los cuales estaban Fausto (Faust) y Ieyasu entre los seis. Lorelei logró comunicarse con ellos, se encontraba encerrada en la nave, en una cápsula que la mantenía con vida en estado de suspensión temporal y la manera de rescatarla era programando "circuitos vírgenes "(乙女回路, おとめかいろ, Otome Kairo) que recrearan su personalidad y la reemplazaran, así la nave Mesopotamia, que de alguna manera se había enamorado de Lorelei, pudiera dejarla en libertad y en unión con los mismos de su especie ya que humanos deben estar con humanos y las máquinas deben estar con máquinas. 
Ieyasu y Fausto enamorados de aquella mujer y pensando en el futuro de la humanidad, además de que ella era la única mujer biológica que estaba en Terra 2, se dedicaron a crear estos circuitos virgen, para rescatarla en el futuro.
Fausto entendió que esta tarea no llevaría poco tiempo y siendo todos hombres, estaban condenados a morir sin descendencia, así que propuso a todos una manera de poblar el planeta: la clonación. De esta manera usando la información genética de cada sobreviviente se crearían los clones que algún día poblarían Terra II. Desgraciadamente, ni la clonación más perfecta ni la tecnología más avanzada podría crear una mujer, por lo que decidieron llenar esa parte con las Marionetas, robots con apariencia de mujer a las cuales se les asignaban varias tareas, sin embargo, éstas carecían por completo de sentimientos.
Los circuitos vírgenes, implantados en las marionetas, hacen que ellas tengan sentimientos y no sólo esto, los circuitos maduran con ellas y de esta manera quedan listas para reemplazar a Lorelei en el futuro, quien sigue durmiendo, en la Mesopotamia. La nave sabe que aunque Lorelei este suspendida en una cápsula, no puede vivir para siempre y puede envejecer lentamente, por lo cual aceptará los tres circuitos vírgenes que en conjunto imitan la personalidad de Lorelei.
Tanto Fausto como Ieyasu, crean tres marionetas especiales, una para cada atributo de los circuitos virgen, y tratan de hacerlas madurar en una carrera contra el tiempo, para salvar a su amada atrapada en la nave, en lo que se considera se aprovecharían de ellas y pueden manipularlas.
Para seguir viviendo en cierta manera, cada dirigente funda su nación y está la llena de clones imperfectos suyos, gente creada con mezclas genéticas. El único clon puro, idéntico del dirigente será su sucesor, al mismo le implantan todos sus recuerdos y metas. Cada uno de los sobrevivientes creó una nación para él y sus descendientes, basada en su país de origen: Japanes de Japón, al mando del Shogun Ieyasu Tokugawa; Gartland de Alemania, al mando del Führer Gerhard Von Fausto; Xi'An de China al mando del Emperador Wong; Romanes o Romana de Italia, al mando del Rey Vilai; Petersburg de Rusia, al mando del Zar Alexander y finalmente Nueva Texas de Estados Unidos al mando del Presidente Joey. El planeta Terra II está estratificado y en el cielo hay nubes de plasma que vuelven prácticamente imposible el transporte aéreo.
La historia comienza cuando Otaru Namiya, después de un altercado con Mitsurugi Hanagata llega al abandonado Museo de los Pioneros de Japanes, donde descubre y despierta accidentalmente a Lima (Lime), una de las marionetas de Ieyasu que tiene un circuito virgen. En diferentes condiciones también despierta a Cereza (Cherry) y a Zarzamora (Bloodberry), a través de múltiples aventuras el consigue que sus 3 marionetas maduren antes que las 3 marionetas de Fausto, debido a que Otaru era dulce al cuidarlas pero Fausto, corrompido por su deseo de dominar Terra II y vencer a Ieyasu para ser el único dueño de Lorelei, obligó a nacer en sus 3 marionetas a imitación, su misma crueldad, tratándolas como sus objetos de lucha y descuidándolas, sin darse cuenta de que ellas eran lo más importante en su búsqueda por traer consigo a Lorelei.
Una vez maduraron los circuitos vírgenes de las marionetas de Otaru y ellas conocen su destino, deciden ir y completar la misión para salvar a la humanidad del peligro de la Mesopotamia, con su sacrificio, que ya no está dispuesta a seguir esperando más y atenta contra todas las ciudades del mundo atacándolas desde el cielo, Otaru se niega porque las ama y quiere que vivan, ya no se quiere aprovechar de ellas, pero entonces ellas lo engañan y deciden sacrificarse por el bienestar de todos, lo envían en una cápsula de escape de regreso al planeta.
Podemos ver que la Mesopotamia al enamorarse de Lorelei, tiene vida propia, y como un último acto de bondad suyo, después de dejar en libertad a Lorelei, decide liberar también a los circuitos vírgenes, que laten por estar al lado de su amo y estaban dispuestas a sacrificarse, ser manipuladas y al final ellas regresan al lado de Otaru.
La historia de Saber Marionette J es seguida inmediatamente por Saber Marionette J Again que es un OVA y esta a su vez por la última parte de la historia de Otaru y sus marionetas que es Saber Marionette J to X.

## Personajes

### Japanes
Otaru Namiya (間宮 小樽 Namiya Otaru?)
Seiyū: Yūka Imai
Es un joven común y corriente que vive en los Apartamentos Kasahari (かさはり長屋, Kasahari nagaya), en Japanes. Él no terminó la escuela y es pobre. Le gusta trabajar (ha trabajado vendiendo pescado, dulces, arreglando tejados, etc.) y es muy responsable. Es muy amable y trata a las marionetas como si fuesen humanas, característica que le permitió despertar a Lima, Cereza y Zarzamora. Se parece mucho a Ieyasu Tokugawa cuando este era joven. Es muy bueno en las artes marciales. También al tratar a las marionetas como personas y no como robots hizo que el circuito virgen de Lima, Cereza y Zarzamora maduraran más rápido.
Lime (ライム Raimu?)
Seiyū: Megumi Hayashibara
La primera Marioneta Sable que despertó Otaru. Esta estaba escondida en un sótano secreto, debajo del "Museo de los Pioneros de Japanes". Representa el carácter de la Inocencia. Es una Marioneta Sable con circuito virgen un tanto hiperactiva, adolescente y alegre parecido al de una niña pequeña. En el doblaje hispanoamericano su nombre es Lima.
Cherry (チェリー Cherī?)
Seiyū: Yuri Shiratori
La segunda Marioneta Sable que despertó Otaru. Esta estaba escondida dentro del "Castillo Japanes". Representa el carácter de la Maternidad. También es una Marioneta Sable con circuito virgen con un carácter amable, calmada (pero no cuando se enoja), intelectual y culta, o sea un arquetipo de la mujer japonesa ideal. Es la única de las Marionetas de Otaru que tiene la habilidad de analizar la fuerza y técnicas de sus enemigos. Cherry es buena cocinando a diferencia de Lime y Bloodberry pero tiene una apariencia de una niña lo cual no le gusta que le recriminen varias veces. En el doblaje hispanoamericano su nombre es Cereza.
Bloodberry (ブラドベリー Buradoberī?)
Seiyū: Akiko Hiramatsu
La tercera y última Marioneta Sable de Otaru. Esta estaba escondida en una estatua en una fuente de agua en las afueras del castillo Japanes. Bloodberry representa el carácter de la Virtud. Es la marioneta más fuerte de Otaru. Es la que parece más adulta de las tres, literalmente ella es la que saca a Cherry de sus casillas varias veces y también sus delirios con Otaru. En el doblaje hispanoamericano su nombre es Zarzamora.
Mitsurugi Hanagata (花形 美剣 Hanagata Mitsurugi?)
Seiyū: Takehito Koyasu
El vecino y el "mejor" amigo de Otaru (según el mismo Hanagata). Es hijo del hombre más rico de Terra 2. Trataba muy mal a Otaru antes de descubrir sus sentimientos homosexuales hacia él. Es muy estrafalario y es el personaje que le da el toque cómico a la historia, porque es ridículo. Antes de que apareciera Lima este personaje despreciaba a Otaru porque el trataba a las marionetas como humanas, pero al final cambió un poco su forma de ser.
Ieyasu Tokugawa (徳川 家安 Tokugawa Ieyasu?)
Seiyū: Kenichi Ogata
Es el shogún de Japanes y uno de los pioneros. El actual shogún es el duodécimo. A diferencia de la otra gente de Japanes es un clon primario al cual se le trasmiten los recuerdos de los Ieyasu predecesores y su apariencia no cambia. Ieyasu Tokugawa Primero estaba enamorado de Lorelei al igual que Fausto Primero. El actual shogún es un hombre amable y de gran carácter, que vive en el castillo Japanes y que se preocupa de gobernar sabiamente. A pesar de que los conocimientos se transmiten por ser un clon primario Ieyasu no recuerda muy bien a Lorelei sólo la recuerda bien por una foto de ella que está en el "museo de los pioneros de Japanes". Él conoce todo sobre las marionetas y los circuitos vírgenes.
Hikozaemon Oekubo (大江久保彦 左衛門 Ōekubo Hikozaemon?)
Seiyū: Shigeru Chiba
Es el amigo y secretario del shogún. Tiene mal carácter, pero es una buena persona que está dispuesto a dar la vida por el shogún literalmente. Obedece las reglas al pie de la letra y no permite que se rompan aunque nadie le coloca cuidado, en especial Lima.
Baikō (梅幸?)
Seiyū: Ai Orikasa
Marioneta guardiana del castillo Japanes. Tiene grandes habilidades de lucha. A pesar de no tener circuito virgen demuestra emociones.
Tamasaburō (玉三郎 Tamasaburō?)
Seiyū: Maria Kawamura
Marioneta guardiana del castillo Japanes. Tiene grandes habilidades de lucha al igual que su compañera Baikou. A pesar de no tener circuito virgen demuestra emociones.
Sōemon Obiichi (帯市蒼 右衛門 Obiichi Sōemon?)
Seiyū: Nobuo Tobita
Maestro de arte marciales de Otaru. Éste ayudó a Otaru desde que era niño, además de entrenarlo. Es un hombre enigmático y amable. Esconde un gran secreto.
Gennai Shiraga (白髪 源内 Shiraga Gennai?)
Seiyū: Yūichi Nagashima
Vecino de Otaru que vive en los apartamentos Kasahari. Es ya viejo. Es un brillante inventor, de muy buen carácter y amable, muy amigo de Lima.
Yumeji Hanagata (花形 夢二 Hanagata Yumeji?)
Seiyū: Urara Takano
Es el hermano menor de Hanagata y es muy parecido a él. Amigo de Lima y de los Pontas, que son unos animales de diversos colores que viven en Terra 2.
Lorelei (ローレライ Rorerai?)
Seiyū: Yuri Amano
Brillante científica de la Tierra que viajaba a bordo de la Mesopotamia y es la única mujer biológica que existe en Terra II. Creó el sistema operativo de la Mesopotamia al cual le agregó cualidades humanas, pero sus emociones eran inestables así que se rebeló contra los tripulantes y la tomó como su amante. Por 300 años estuvo dormida en una cámara criogénica hasta que fue rescatada. Desde entonces vive en el país de Japanes al amparo de Baikou y Tamasaburou. Ella refundó el Museo de los Pioneros de Japanes. Su personalidad es algo enigmática.

### Gartland
Faust (ファウスト Fausuto?)
Seiyū: Hikaru Midorikawa
El Führer de Gartland, cuyo nombre completo es Gerhard Von Faust (ゲルハルト・フォン・ファウスト, Geruharuto Fon Fausuto). El actual Fausto es un hombre cruel, muy autoritario que guarda mucho odio, aunque no siempre fue así, ya que cuando era niño y antes que el noveno Fausto le implentara los recuerdos era muy bondadoso. El actual Fausto es un clon primario y es el décimo desde Fausto Primero, o sea desde el Fausto que llegó a Terra 2 hace 300 años. Al igual que Ieyasu está enamorado de Lorelei a la que prometió salvar de la Mesopotamia y para ello no ha escatimado en costos.
Tiger (ティーゲル Tīgeru?)
Seiyū: Urara Takano
La primera marioneta sable que fue despertada por el noveno Fausto para el décimo Fausto. Ella lo conoció antes que le implantaran los recuerdos y se volviera un hombre muy cruel. Es la contraparte de Lima, en cuanto al carácter que representa y habilidades de lucha, aunque Tigresa usa un látigo. Es una marioneta muy fiel a Fausto.
Luchs (ルクス Rikusu?)
Seiyū: Yūko Mizutani
Marioneta sable de Fausto. Contraparte de Cereza, en cuanto al carácter que representa, habilidades de lucha e inteligencia. Tiene la habilidad de restaurar sistemas mecánicos. Es una marioneta fiel a Fausto.
Panther (パンター Pantā?)
Seiyū: Kikuko Inoue
Marioneta sable de Fausto. Contraparte de Zarzamora, en cuanto al carácter que representa y habilidades de lucha. Es una marioneta muy militarizada. Tiene como habilidad especial un poderoso rayo que lo lanza desde su ojo derecho. A diferencia de sus compañeras, ella es algo rebelde y le replica a Fausto sus decisiones.
Doctor Hess (ドクターヘス Dokutā Hesu?)
Seiyū: Tomohiro Nishimura
El sombrío y brillante científico de Gartland, colaborador de Fausto. Él fue el encargado de traspasarle los recuerdos al décimo Fausto. En Saber Marionette J to X cobrará más importancia.
Gettel (ゲッテル Getteru?)
Seiyū: Kenyū Horiuchi
Comandante de las fuerzas armadas de Gartland. Es un hombre autoritario y cruel. Sigue al pie de la letra los mandatos de Fausto, al que le tiene gran respeto y miedo.

## Lista de episodios
| #           | Título | Estreno (Japón)         |
| ----------- | --- | ----------------------- |
| Programa 01 | «¡Aparece Lima! El planeta habitado solo por hombres» «Lime Toujou! Otoko Dake no Wakusei» (ライム登場！オトコだけの惑星)                | 1 de octubre de 1996    |
| Programa 02 | «Chica Marioneta problemática» «Osawagase Marionette Girl» (お騒がせマリオネットガール)                                                  | 8 de octubre de 1996    |
| Programa 03 | «¿¡Grandes problemas en el castillo de Japonés!?» «Japonés-jou de Daisoudou!?» (ジャポネス城で大騒動！？)                                | 15 de octubre de 1996   |
| Programa 04 | «¡Pánico de Cereza, gran operación romántica!» «Cherry Panic Romance Daisakusen!!» (チェリーパニック ロマンス大作戦！！)                 | 22 de octubre de 1996   |
| Programa 05 | «¡El desafío de Fausto!» «Faust no Chousen!!» (ファウストの挑戦！！)                                                                     | 29 de octubre de 1996   |
| Programa 06 | «¡Pasión mal recibida! ¡Surca el cielo ataque de amor!» «Netsuretsu Fukangei! Soratobu Love Attack!» (熱烈不歓迎！空飛ぶラブアタック！)  | 5 de noviembre de 1996  |
| Programa 07 | «¡Ganar dinero rápido es un placer amargo!» «Ikkaku Senkin wa Nuka Yorokobidekushi!» (一獲千金はヌカ喜びでぃ！)                          | 12 de noviembre de 1996 |
| Programa 08 | «¡Profecía de amor, Batalla real!» «Koi Uranai Battle Royal!!» (恋占いバトルロイヤル！！)                                                | 19 de noviembre de 1996 |
| Programa 09 | «¡Gartlant, Vayamos juntos sin temor!» «Gartlant, Minna de Ikeba Kowakunai!» (ガルトラント、みんなでいけばこわくない！)                  | 26 de noviembre de 1996 |
| Programa 10 | «¡Infiltración! ¡El imperio oscuro!» «Sennyuu!! Kuroki Teikoku» (潜入！！黒き帝)                                                         | 3 de diciembre de 1996  |
| Programa 11 | «¡¿Triunfo con los circuitos vírgenes?!» «Otome Kairo de Daishouri!?» (乙女回路で大勝利！？)                                             | 10 de diciembre de 1996 |
| Programa 12 | «¡¿El primer beso tiene sabor a plasma?!» «First Kiss wa Plasma no Aji!?» (ファーストキスはプラズマの味！？)                             | 17 de 18 de 1996        |
| Programa 13 | «¡El debut de Otaru! ¡Ya es hora de que brilles!» «Otaru Debut!! Ima, Kimi ga Kagayaku Toki!» (小樽デビュー！！今、君が輝く時！)         | 24 de diciembre de 1996 |
| Programa 14 | «¡Feliz año nuevo! ¡Concurso de marionetas Copa Otaru!» «Geishun! Otaru-hai Marionette Contest!!» (迎春！小樽杯マリオネットコンテスト!!) | 7 de enero de 1997      |
| Programa 15 | «¡¿La resurrección de las hembras?! El misterio de Lorelei» «Jousei Fukkatsu!? Lorelei no Nazo» (女性復活!?ローレライの謎)               | 14 de enero de 1997     |
| Programa 16 | «¿Qué es una cosa viva?» «Ikimono tte Naani?» (いきものってなぁに？)                                                                     | 21 de enero de 1997     |
| Programa 17 | «Ternura, desilusión, feminidad y...» «Yasashisa to Setsunsa to Onna Rashisa to» (やさしさと切なさと女らしさと)                          | 28 de enero de 1997     |
| Programa 18 | «¡Transfórmate castillo! Levanta Guardián Japonés» «Jousai Henkei! Tate Japonesgar» (城塞変形！立てジャポネスガー)                       | 4 de febrero de 1997    |
| Programa 19 | «Tigre ¡¿Al final del amor...?!» «Tiger, Ai no Hate ni...!?» (ティーゲル、愛の果てに…!?)                                                 | 11 de febrero de 1997   |
| Programa 20 | «Sentimientos interminables. Corazones distantes» «Omoi Hatenaku Kokoro Haruka ni» (おもいはてなく こころはるかに)                       | 18 de febrero de 1997   |
| Programa 21 | «La fiesta de la barbacoa de luz y oscuridad» «Yami to Hikari no Barbecue Taikai» (闇と光のバーベキュー大会)                             | 25 de febrero de 1997   |
| Programa 22 | «Sentimientos que traspasan el firmamento» «Tenkuu Kakeru Omoi» (天空翔る想い)                                                           | 4 de marzo de 1997      |
| Programa 23 | «Fausto, Mente retorcida» «Faust Yuganda Junshin» (ファウスト 歪んだ純心)                                                                | 11 de marzo de 1997     |
| Programa 24 | «El viaje de las vírgenes» «Otometachi no Tabidachi» (乙女達の旅立ち)                                                                    | 18 de marzo de 1997     |
| Programa 25 | «Siempre estarás a mi lado» «Itsumo Kimi ga Soba ni Iru» (いつもキミがそばにいる)                                                        | 25 de marzo de 1997     |

## Música
Música de la serie compuesta por PAROME.
- Opening: Successful Mission, interpretado por Megumi Hayashibara.
- Ending 1: I'll be there (episodios 1 al 23, 25), interpretado por Megumi Hayashibara.
- Ending 2: Izayoi (十六夜) (episodio 24), interpretado por Megumi Hayashibara.

## Manga
Con el gran éxito de la serie, no se hizo esperar una versión manga. Estuvo a cargo de Satoru Akahori (guion) y Yumisuke Kotoyoshi (dibujo). Se publicó en la revista Comic Dragon y luego en Dragon Jr. de la editorial Kadokawa Shoten entre 1996 y 1999.
La historia se diferencia mucho del anime en su trama. También, a diferencia de la serie, tiene más contenido ecchi. La serie se recopiló en cinco tomos y sexto tomo especial llamado Parody Special, desconectado de la historia común y a modo de comedia.
También existe una versión manga de una historia paralela de Saber Marionette llamada SM Girls: Gaiden Saber Marionette Z.